# أكيماسا تسوكاموتو
أَكيماسا تسوكاموتو (باليابانية: 塚本 明正) (22 نوفمبر 1969 في ناغاساكي في اليابان – )؛ هو لاعب كرة قدم ياباني سابق كان يلعب كمدافع.

## وصلات خارجية
- أكيماسا تسوكاموتو على موقع رابطة كرة القدم اليابانية للمحترفين (اليابانية)
- أكيماسا تسوكاموتو على موقع عالم كرة القدم.نت (الإنجليزية)